# Discocyrtanus
Discocyrtanus is een geslacht van hooiwagens uit de familie Gonyleptidae.
De wetenschappelijke naam Discocyrtanus is voor het eerst geldig gepubliceerd door Carl Friedrich Roewer in 1929. Soorten uit dit geslacht komen voor in Brazilië en Paraguay.

## Soorten
Discocyrtulus omvat de volgende zes soorten:
- Discocyrtanus bugre Kury & Carvalho, 2016
- Discocyrtanus canjinjim Carvalho & Kury, 2017
- Discocyrtanus goyazius Roewer, 1929 - Type species
- Discocyrtanus oliverioi (H. Soares, 1945)
- Discocyrtanus pertenuis (Mello-Leitão, 1935)
- Discocyrtanus tocantinensis Kury & Carvalho, 2016